# Jędrzejewo Wielkopolskie
Jędrzejewo Wielkopolskie – przystanek kolejowy, a dawniej stacja kolejowa w Jędrzejewie na linii kolejowej nr 206, w województwie wielkopolskim.